# Horus Cocodrilo

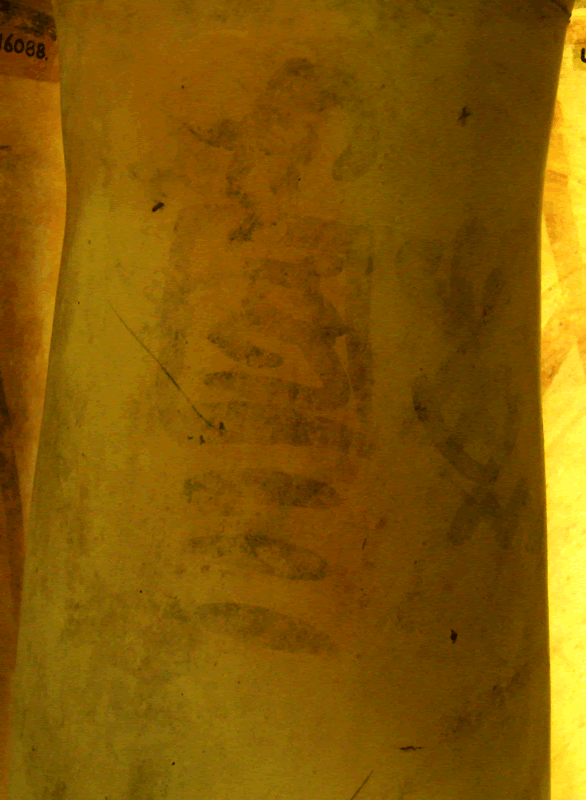
Vasija encontrada en Tarjan (tumba 1549) con el nombre del rey predinástico.

Horus Cocodrilo (hor Sehendet) es el nombre de un faraón perteneciente al periodo protodinástico de Egipto, la llamada dinastía 0, que podría haber gobernado alrededor del 3170a.C., aunque es materia discutida entre los historiadores.
Horus Cocodrilo podría haber vivido en la época en la que se gestaron las raíces del sistema de reyes egipcios, durante lo que se conoce como cultura Naqada III. Durante la misma existían varias divisiones territoriales denominadas hesp –nomos en griego. Cada una de ellas poseía su propio animal o planta sagrada que era su tótem o emblema del territorio. El emblema era utilizado para la decoración de las vasijas y alfarería de la zona. 
Los nomos, al agruparse, dieron origen a dos poderosos reinos: el Alto Egipto y el Bajo Egipto con unos veinte nomos en el Bajo Egipto y veintidós en el Alto Egipto. Cada Estado tenía su gobernador propio. Se sucedieron unos trece gobernadores en Nejen, de los cuales solo se han podido identificar algunos de ellos. Según ciertas interpretaciones, uno de estos gobernadores podría haber sido Horus Cocodrilo.

## Testimonios de su época
Aunque hay pocos objetos y registros escritos de este gobernante relativamente preservados, se consiguieron nuevos y valiosos conocimientos sobre los cambios culturales, económicos y políticos de su tiempo. Su posición cronológica exacta, sin embargo, aún no está clara.
- Se han encontrado sellos de arcilla de Horus Cocodrilo, aunque también se han interpretado como el sello de dios Sobek.[1]
- En la llamada "cámara del tesoro" de Nejen se encontró un cetro roto, en la mano de un faraón con la Corona Desheret en un Heb Sed. Justo junto a la cara hay un jeroglífico muy dañado que es interpretado por algunos egiptólogos como un cocodrilo en un estandarte, es decir, que no es Escorpio.[2]

Ni el predecesor ni el sucesor del rey Cocodrilo son conocidos.

### Controversia

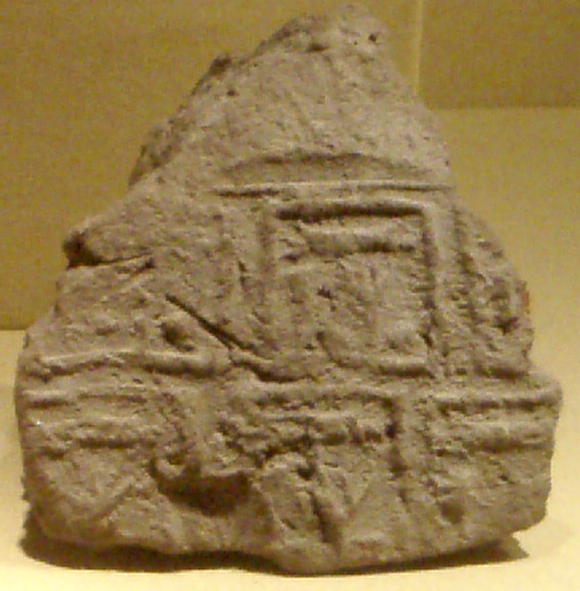
Sello en una vasija, que según Petrie es de Narmer y según Dreyer de Horus Cocodrilo.

La lectura del nombre del rey en algunos objetos y la interpretación de este Cocodrilo como Horus se remonta a Günter Dreyer. En unos sellos de arcilla encontrados en la tumba 414 de Tarjan se observa un edificio y se ven cocodrilos. Esto sugiere a Dreyer que es un sello de un gobernante Cocodrilo e interpreta la lectura del nombre real como rey Cocodrilo. Este nombre había sido previa y generalmente interpretado como Escorpión, pero Dreyer señala que esta lectura es imposible, porque figura el carácter del cocodrilo. Él no ve en el registro el jeroglífico del escorpión, sino un cocodrilo y una cuerda, y lee šnj.w' (Rey Cocodrilo).  Edwin van den Brink lo compara con las inscripciones de tinta de Shedet con el nombre del personaje en una cuerda y lo lee como šn.dt ("el opresor") como nombre de la variante de Cocodrilo. También lo asocia con un rey cuyo nombre es difícil de leer que encontró mencionado en Minschat Abu Omar.
Dreyer ve a este gobernante Cocodrilo como un rey local, que gobernó en el área de Tarjan. Esta interpretación es muy problemática y fue rechazada desde el principio. La impresión del sello también puede ser la representación más antigua del dios Sobek conocida hasta ahora, en la forma de un cocodrilo descansando en un estandarte y con dos capullos de loto o plumas de avestruz que brotan de su espalda. Las estructuras serej similares con una cabeza de toro y el signo del cocodrilo en el interior, muy probablemente representan la ciudad Shedet ("Fundada por Sobek") en la que había un templo de Sobek. Esta interpretación es adoptada por la mayoría de los egiptólogos. En consecuencia, no habría absolutamente ningún rey Cocodrilo y la interpretación del nombre real escrito sobre los objetos mencionados se mantiene abierta por el momento.

## Titulatura
| Titulatura | Jeroglífico | Transliteración (transcripción) - traducción - (referencias) |

| G5 |

| G5 |

| I3 · V1 |

| I3 · V1 |

| I3 · V1 |

| I3 · V1 |

| G5 |

| G5 |

| I3 · V1 |

| I3 · V1 |

| I3 · V1 |

| I3 · V1 |

### Citas
1. 1 2  Werner Kaiser y Günter Dreyer (1982) en: Mitteilungen des Deutschen Archäologischen Institut Kairo nº 38. Deutsches Archäologisches Institut, Orient-Abteilung (Hg.). pág. 232.
2. ↑  B. Adams (1974): Ancient Hierakonpolis. pp. 15 - 19, tomo 2.
3. 1 2  Günter Dreyer: Horus Krokodil, ein Gegenkönig der Dynastie 0, en The Followers of Horus, Studies dedicated to Michael Allen Hoffman, 1949-1990, de Renee Friedman y Barbara Adams(1992), pp. 259-263.
4. ↑  Günter Dreyer: Umm el-Qaab vol. II, Spág.34.
5. ↑  Edwin van den Brink (1992): The Nile Delta in Transition - from 4th - 3rd Millennium BC. Institute of Archaeology and Arabic Studies, pp. 28 - 35.
6. ↑   Edwin van den Brink (1996): The incised serekh signs of Dynasties 0-1, en: Aspects of Early Egypt, de Jeffrey Spencer.  Ed. Bernd-Michael Paschke, pág. 147.
7. ↑  Ludwig David Morenz: Bild-Buchstaben und symbolische Zeichen. pp. 158 y 159.
8. ↑   Marco Zecchi (2010): Sobek of Shedet, The Crocodile God in the Fayyum in the Dynastic Period, ISBN 978-88-6244-115-5, pp. 5-6
9. ↑  Toby: A. H. Wilkinson: Early Dynastic Egypt. pp. 56-57.
10. ↑  G. Dreyer en: Mitteilungen des Deutschen Archäologischen Institut, Abteilung Kairo. (MDAIK) 38, 1982, pág. 34.